# Сантамарија-Орља (Хунедоара)
Сантамарија-Орља (рум. Sântămăria-Orlea) насеље је у Румунији у округу Хунедоара у општини Сантамарија-Орља. Oпштина се налази на надморској висини од 307 m.

## Историја
Према државном шематизму православног клира Угарске 1846. године у месту "Ко Бодогфалва" је живело 103 породице. Православни парох је био тада поп Јован Поповић.

## Становништво
Према подацима из 2011. године у насељу је живело 974 становника.